# Alfred-Nicolas Normand

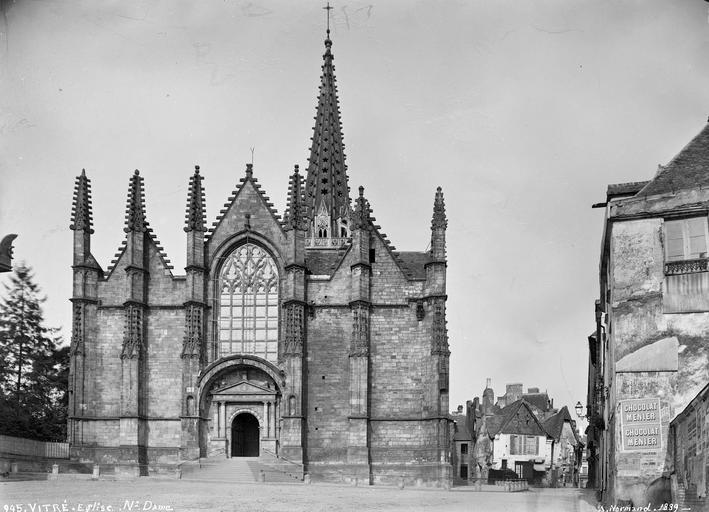
Kostel Notre-Dame de Vitré

Alfred-Nicolas Normand (1. června 1822 Paříž – 2. března 1909 Paříž, 9. pařížský obvod) byl francouzský architekt a fotograf.

## Životopis
Narodil se jako syn architekta Louis-Eléonora Normanda. V roce 1842 začal studovat Národní vysokou školu krásných umění a učil se u Alphonse-Françoise Marie Jaÿ a jeho otce. V roce 1846 získali Římskou cenu v letech 1847 až 1851 se stal rezidentem Villy Medicejů.
Na konci pobytu si vyzkoušel techniku fotografování. Ve stejné době se setkal s Gustavem Flaubertem a Maximem Du Campem, který se vrátil z cesty na východ, ho povzbudil, aby pokračoval. Ten mu radil ohledně technik, které je třeba provádět. Normand pak do roku 1852 pořídil řadu kalotypů z Říma, Pompejí, Palerma, Atén a Istanbulu. V letech 1851 až 1871 tak vyrobil více než 200 kalotypů, včetně 130 v letech 1851 až 1852. Fotografovat přestal v roce 1855.
Po návratu do Paříže byl jmenován inspektorem práce pro město Paříž a zástupcem Victora Baltarda. Jeho kariéru odstartoval příkaz prince Napoléona-Jérôma na palác na avenue Montaigne v Paříži, vzor novořecké architektury, přeměněný o něco později na muzeum. Následně postavil řadu soukromých rezidencí.
V roce 1861 byl jmenován generálním inspektorem vězeňských budov a v letech 1867 až 1876 postavil věznici v Rennes. Již v roce 1854 vypracoval zprávu a atlas věznic ve Francii. Dne 5. června 1875 sepsal s Josephem Augustem Émile Vaudremerem Zákon o Vynucení individuální cely, velmi podrobný architektonický vězeňský program a také projekty-vzorky, které měly být použity pro stavbu oddělení věznic podle režimu individuálního uvěznění. Stál tedy u zrodu modelu celulárního vězení organizovaného kolem centrálního kruhu, z něhož v pravidelném intervalu vycházejí křídla.
V roce 1887 pokračoval ve svých cestách a fotografování až do roku 1891 ve Francii, Itálii, Řecku, ale také severní Africe, Skandinávii a Rusku, fotografoval památky a lidovou architekturu.
Byl zvolen do Académie des Beaux-Arts v roce 1890 do oddělení architektury. V letech 1866 až 1868 byl také šéfredaktorem revue Le Monitor des Architects a v letech 1898 až 1900 prezidentem Ústřední společnosti architektů. Konečně byl také viceprezidentem Francouzské fotografické společnosti.
Zemřel v Paříži dne 2. března 1909 a je pohřben na hřbitově Père Lachaise (58 divize).
Je otcem Charlese-Nicolase Normanda (1858–1934), Paula-Louis-Roberta Normanda (1861–1945), oba architekti, a Roberta Normanda, generála divize. Bývalý student polytechnické školy byl ředitelem inženýrství a jako takový měl na starosti stavbu Maginotovy linie. Napsal četné práce o opevnění a je autorem Colonnes dans le Levant, kde líčí své tažení do Kilikie v roce 1920 na příkaz generála Gourauda. Generál Normand zemřel nešťastnou náhodou v roce 1932.
Je otcem Alfreda Normanda, slavného sběratele starých kreseb.
Některé z jeho fotografií uchovává Mediatéka architektury a dědictví a jeho osobní dokumenty věnoval jeho syn Paul Mediatéce v Nantes.

## Klíčové úspěchy

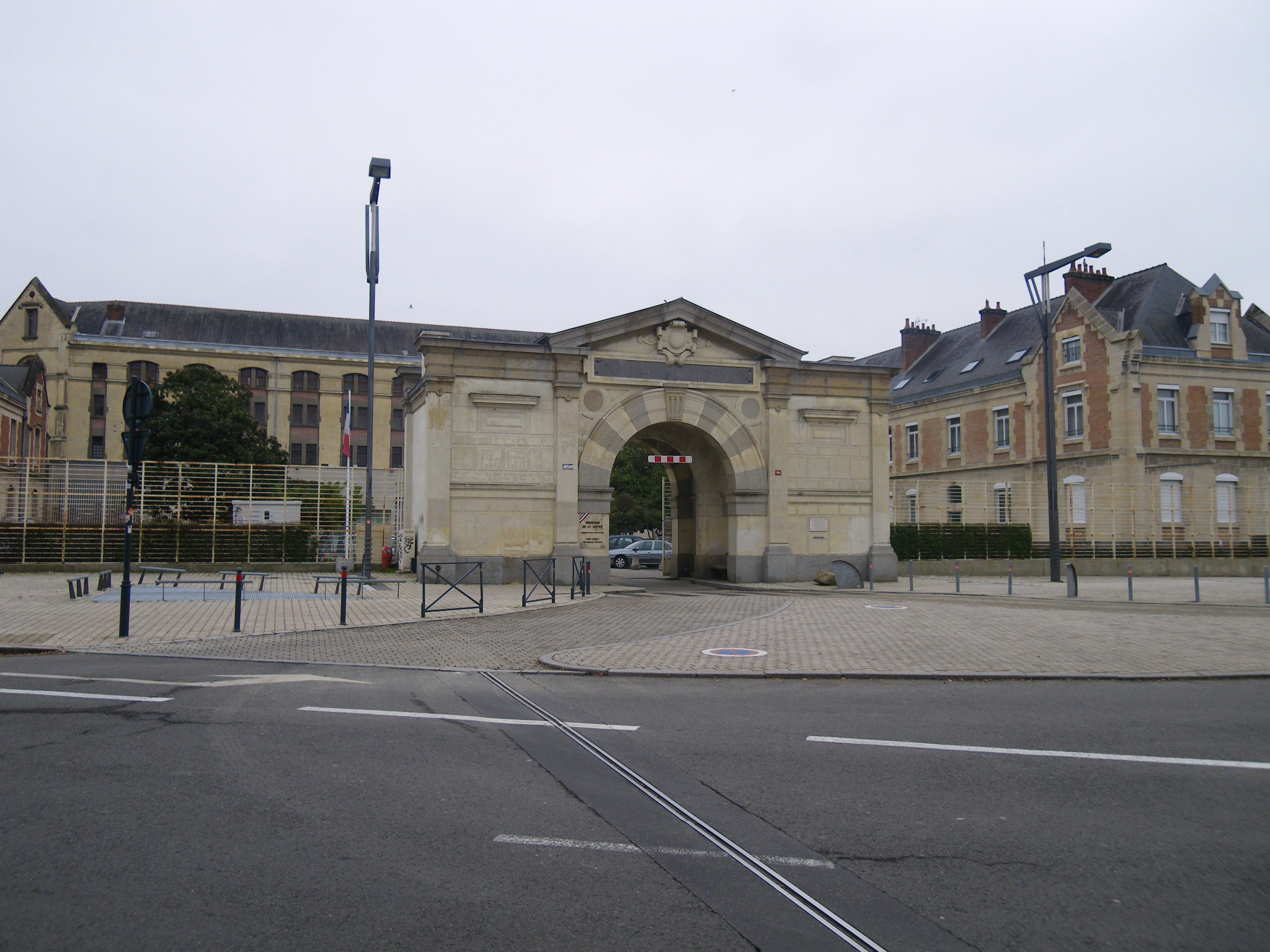
Centrum věznice Rennes pro ženy

- 1856–1860: Pompejský dům prince Napoléona-Jérôma, 16–18 avenue Montaigne v 8. pařížském obvodu (zničen v roce 1892)[5]
- 1862–1868: Château Latour de Liancourt (Oise)
- 1867–1876: Centrální věznice Rennes[6]
- 1871–1878: restaurování vítězného oblouku Arc de Triomphe de l'Étoile a Vendômského sloupu v Paříži
- 1873–1875: rekonstrukce Vendômského sloupu[7]
- 1878–1881: nemocnice Saint-Germain-en-Laye (uvedena jako historická památka)
- 1882–1887: bazén a velká střední škola současné střední školy Michelet ve Vanves
- 1887: Mansion 6th Avenue Van Dyck v 8. pařížský obvod pro tiskového šéfa Josepha Reinacha[8]
- 1889: rue du Caire a pavilon Egypta pro Světovou výstavu v roce 1889

## Publikace
- L'architecture des nations étrangères. Étude sur les principales constructions du parc à l'exposition universelle de Paris (1867), Paris, A. Morel, 1870, 30 s.

## Ceny a ocenění
- Čestná medaile na Světové výstavě v roce 1855
- Druhá medaile Světové výstavy z roku 1878
- Zlatá medaile na Světové výstavě 1878 ministerstva vnitra
- Rytíř Čestné legie v roce 1860
- Důstojník Čestné legie v roce 1900

## Galerie

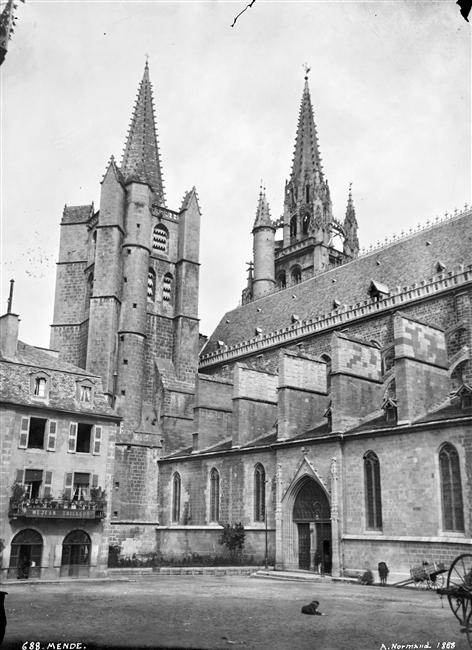
Façade sud et flèches de la cathédrale Notre-Dame et Saint-Privat, Mende, 1888
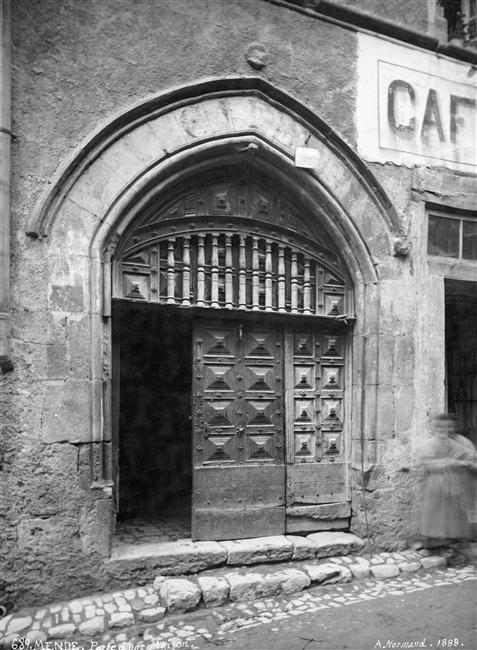
Porte sur rue d'une maison au 9, rue d'Aigues-Passe, Mende, 1888
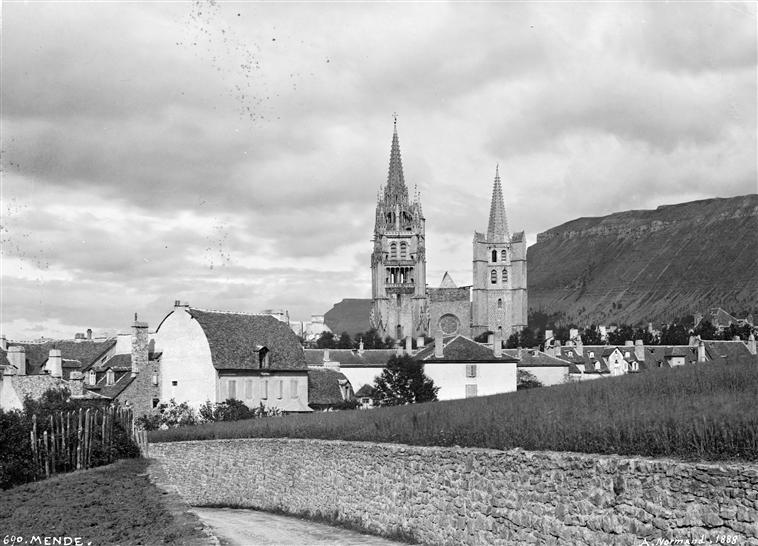
Façade occidentale de la cathédrale Notre-Dame et Saint-Privat et maisons environnantes, Mende, 1888
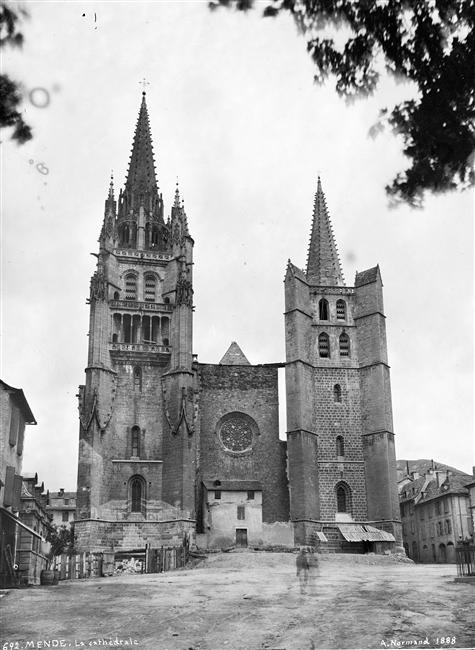
Façade occidentale de la cathédrale Notre-Dame et Saint-Privat à Mende, 1888
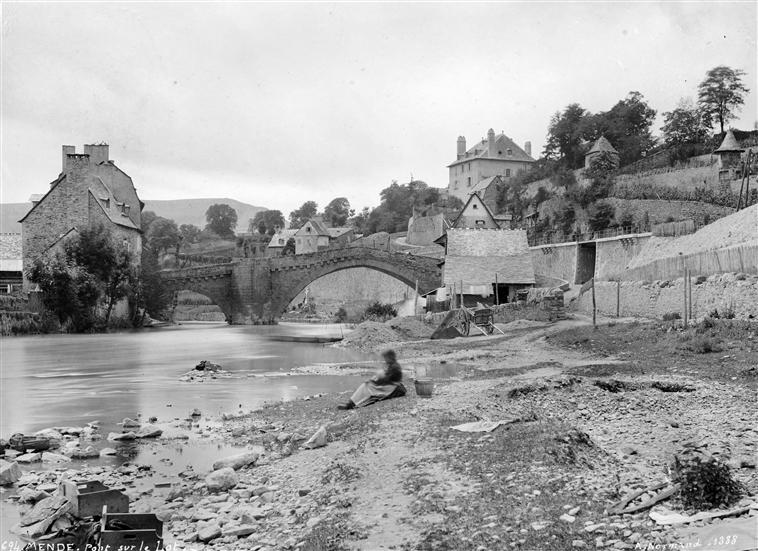
Most Notre-Dame přes Lot, Mende, 1888
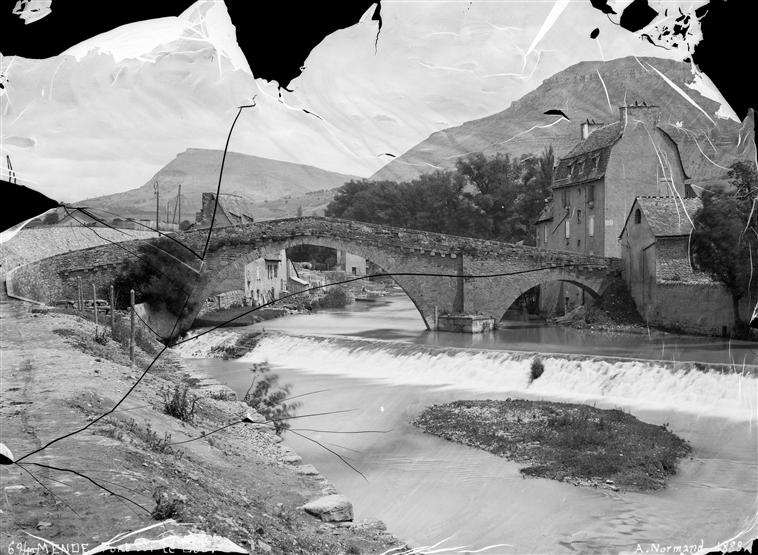
Most Notre-Dame přes Lot, Mende, 1888
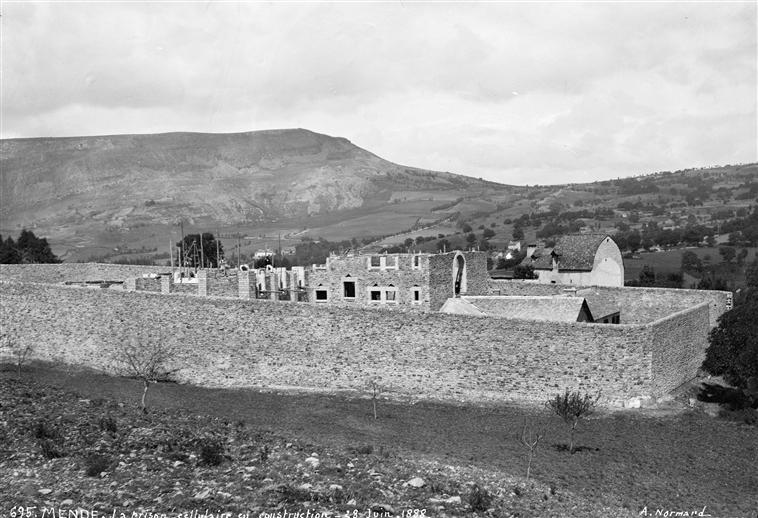
Etat de la maison cellulaire le 28 juin 1888 à Mende, 1888
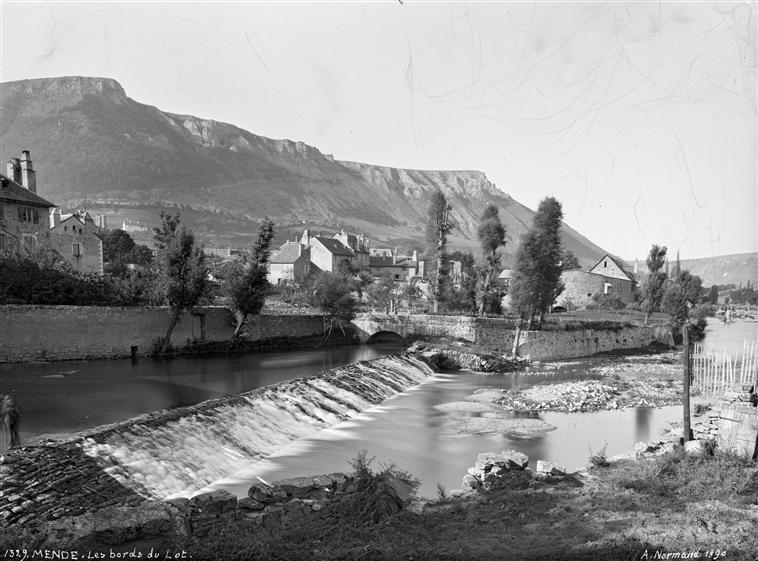
Most Notre-Dame přes Lot, Mende, 1890
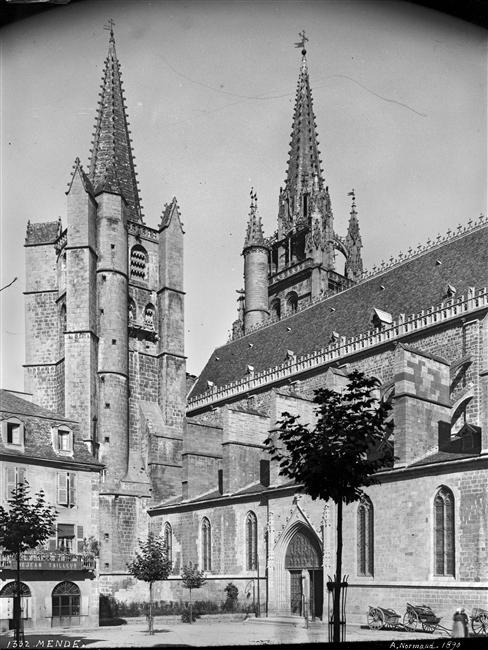
Façade sud et flèches de la cathédrale Notre-Dame et Saint-Privat, Mende, 1890
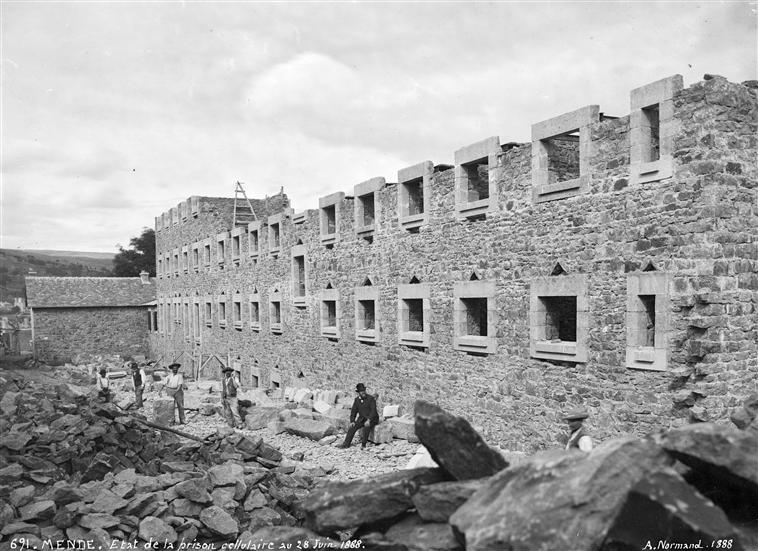
Etat de la maison cellulaire, 28. června 1888, Mende
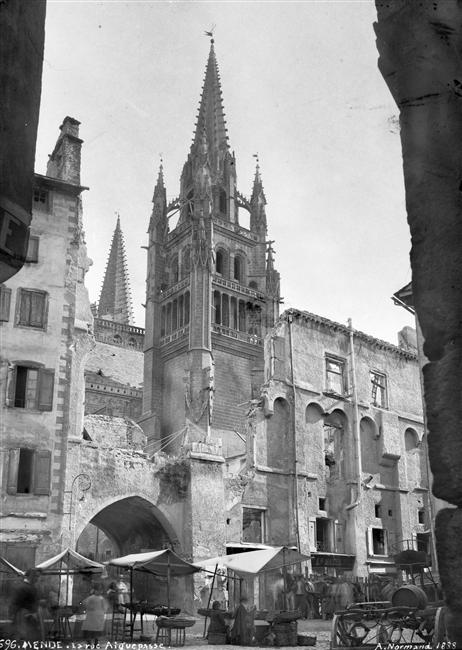
Marché rue d'Aigues-Passes devant une flèche de la cathédrale Notre-Dame et Saint-Privat, Mende, 1888
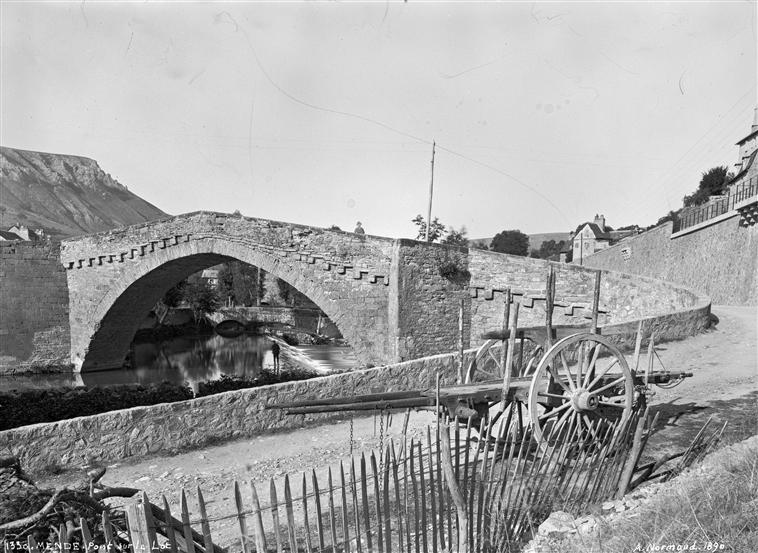
Most Notre-Dame přes Lot, Mende, 1890
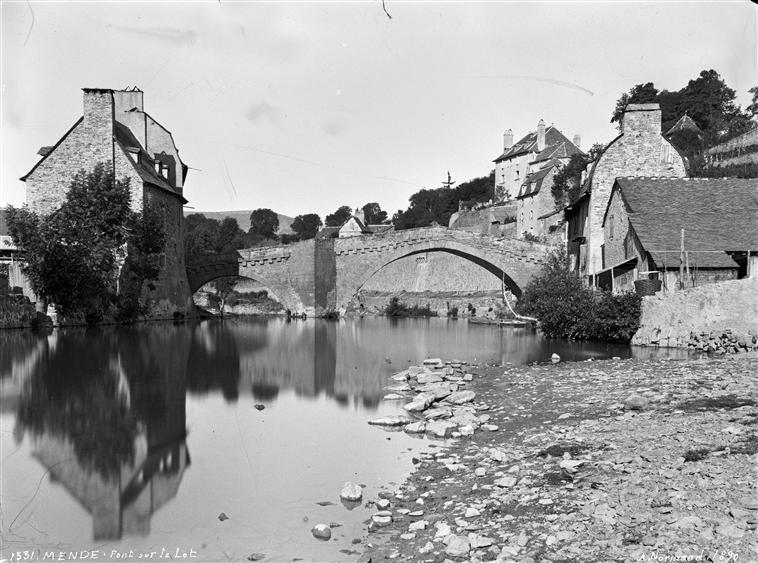
Most Notre-Dame přes Lot, Mende, 1890
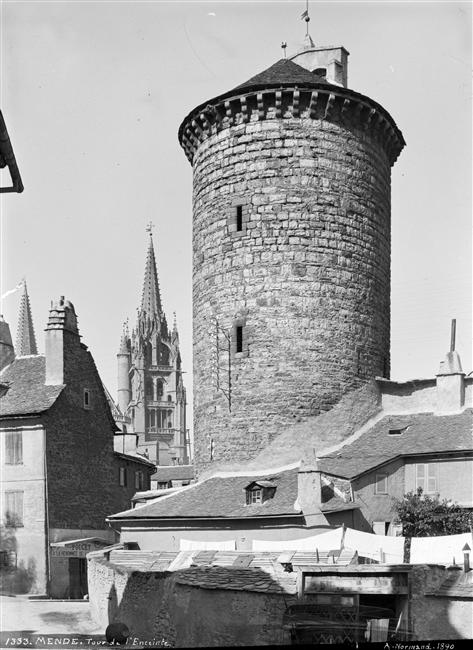
Tour des Pénitents et clocher de la cathédrale Notre-Dame et Saint-Privat, Mende, 1890
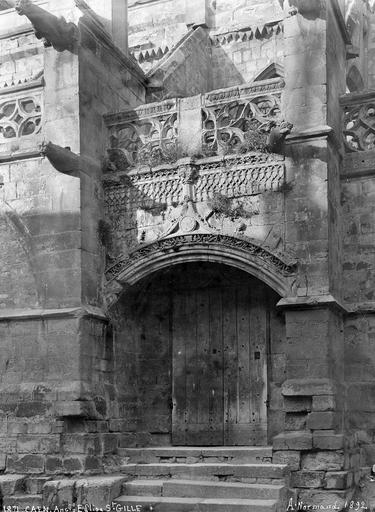
Portál kostela v Caen
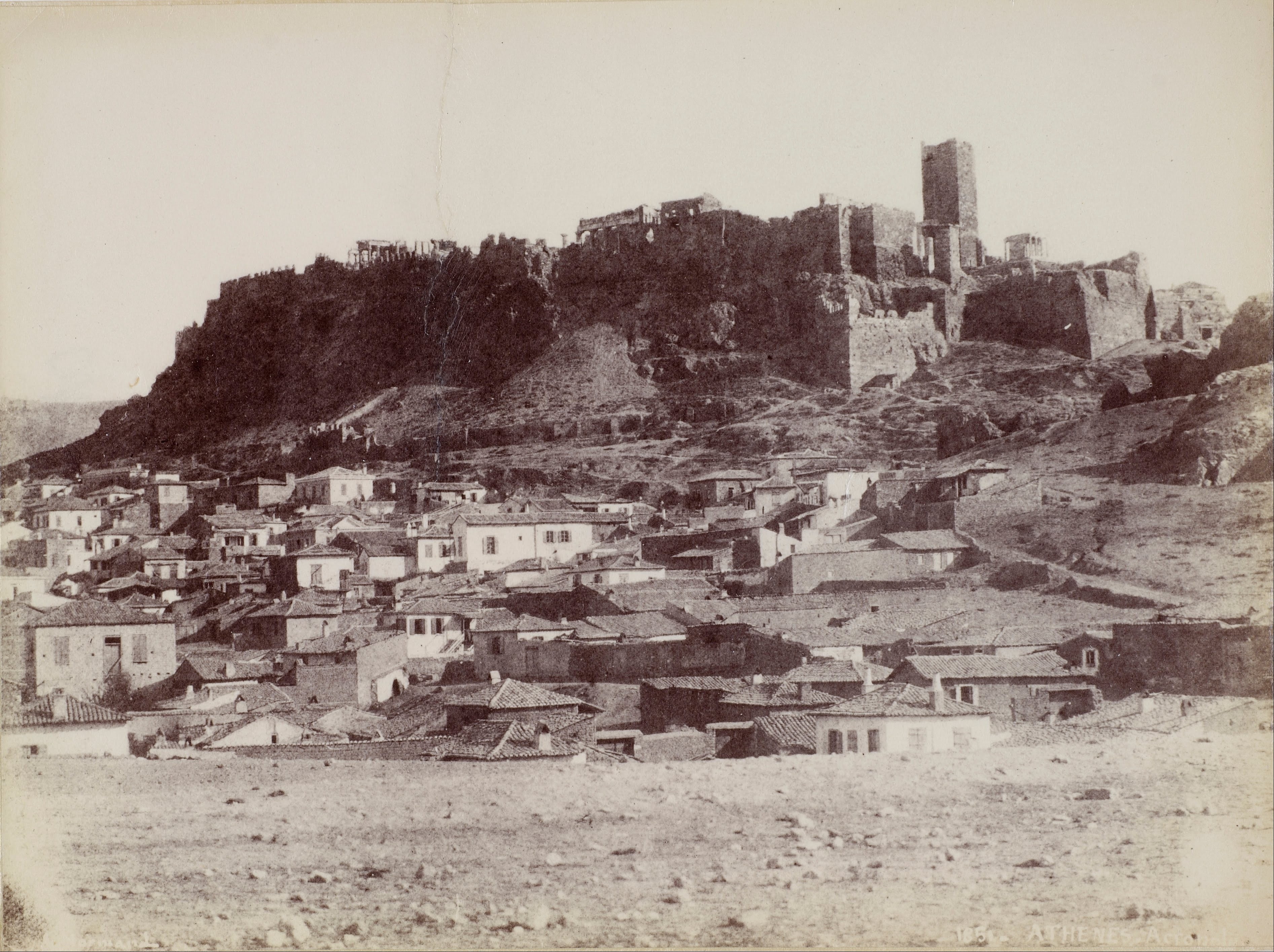
Severozápadní strana Akropole a okolí, 1851
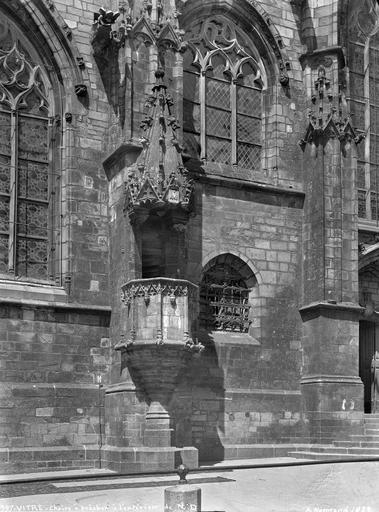
Kostel Notre-Dame